# Липовское сельское поселение (Архангельская область)
Ли́повское се́льское поселе́ние или муниципа́льное образова́ние «Ли́повское» — муниципальное образование  со статусом сельского поселения в Вельском муниципальном районе Архангельской области. 
Соответствует административно-территориальной единице в Вельском районе — Липовский сельсовет.
Административный центр — деревня Малая Липовка.

## География
Липовское сельское поселение располагается на северо-западе Вельского района. Населённые пункты расположены по берегам реки Пуи и её притоков, а также озёр: Верхопуйского и Холмовского.
Граничит:
- на севере с муниципальным образованием «Тегринское»
- на востоке с муниципальным образованием «Пуйское»
- на юго-востоке с муниципальным образованием «Пакшеньгское»
- на юге с муниципальным образованием «Хозьминское»
- на юго-западе с муниципальным образованием «Верхнешоношское»

## История
Липовский сельский Совет рабочих и крестьянских депутатов Шенкурского района Северного края был создан 23 июля 1930 года. С 1935 года Липовский сельсовет входил в состав Ровдинского района, а после его упразднения 15 сентября 1959 года вошёл в состав Вельского района. С 10 ноября 1993 - Липовская сельская администрация. 
Муниципальное образование было образовано в 2006 году.

## Население
| 2005 | 2010 | 2011 | 2012 | 2013 | 2014 | 2015 | 2016 | 2017 |
| ---- | ---- | ---- | ---- | ---- | ---- | ---- | ---- | ---- |
| 981  | ↘727 | ↘726 | ↘686 | ↘681 | ↘641 | ↘601 | ↘550 | ↘525 |
| 2018 | 2019 | 2020 | 2021 | 2023 |      |      |      |      |
| ↘510 | ↘473 | ↘453 | ↗550 | ↘524 |      |      |      |      |

## Состав сельского поселения
| №  | Населённый пункт | Тип населённого пункта          | Население |
| -- | ---------------- | ------------------------------- | --------- |
| 1  | Андричевская     | деревня                         | ↗9        |
| 2  | Георгиевское     | село                            | ↗105      |
| 3  | Глубоковская     | деревня                         | →0        |
| 4  | Доровская        | деревня                         | →0        |
| 5  | Залеменьга       | деревня                         | ↗33       |
| 6  | Колоколовская    | деревня                         | ↗33       |
| 7  | Кузнецовская     | деревня                         | ↗59       |
| 8  | Леменьга         | деревня                         | ↘8        |
| 9  | Малая Липовка    | деревня, административный центр | ↗342      |
| 10 | Михайловка       | деревня                         | ↗19       |
| 11 | Павловское       | село                            | ↗9        |
| 12 | Палкино          | деревня                         | ↗25       |
| 13 | Подпялусье       | деревня                         | ↘0        |
| 14 | Сидоровская      | деревня                         | ↗3        |
| 15 | Тимонино         | посёлок                         | ↘117      |
| 16 | Туймино          | деревня                         | ↘3        |
| 17 | Фоминская        | деревня                         | →4        |

## Инфраструктура
Через большую часть поселений проходит автодорога «Долматово — Няндома — Каргополь» (Р2). Её протяженность по территории муниципального образования составляет 42 километра. Также имеется 14,2 километра межпоселенческих дорог и 21,2 километра дорог внутри поселений.
Автобусное сообщение с районным центром происходит маршрутом Тегроозеро-Вельск.
Ближайшие железнодорожные станции в городах Няндома и Вельск.